# 후안 페르난데스 (필드하키 선수)
후안 페르난데스 라 비야(스페인어: Juan Fernández La Villa, 1985년 6월 4일~)는 스페인의 은퇴한 필드하키 선수로 현역 시절 포지션은 수비수이다. 클루브 데 캄포에서 현역 생활을 했으며, 2008년 중화인민공화국 베이징에서 열린 하계 올림픽에서 준우승을 차지한 스페인 대표팀의 일원이다.